# Arabadji Ali Paixà
Ali Paixà Arabadji (Okhri vers 1621- Rodes 21 d'abril de 1693) fou gran visir otomà. Arabadji fou un mal nom que se li va donar quan ja era gran visir perquè va fer portar a un dels que va destituir en un carro tirat per bous, carro conegut com a arabadj.
Va ocupar els càrrecs d'imam, ketkhuda i agha dels geníssers (1689), per esdevenir visir i caimacan a la cort. Va tenir el suport del kadi l-asker Yahya Efendi i del Xaikh al-Islam Abu Saidzade Feyzullah Efendi i quan Köprülü Fazıl Mustafa Paşa va morir a Szalánkemén, va ser nomenat gran visir al seu lloc (30 d'agost de 1691). Com que no volia agafar la direcció de l'exèrcit es va dedicar a eliminar els seus opositors, un mitjançant el suborn i altres mitjançant destitucions o trasllats. Això no va agradar al sultà que el va destituir el 28 de març de 1692 i l'envià desterrat a Rodes. El va succeir Merzifonlu Çalık Hacı Ali Paşa.
Estant a l'illa els seus enemics van convèncer el sultà que podia ser l'origen de complots i que l'havia de condemnar a mort. El sultà va signar l'ordre i fou executat a Rodes el 1693.